# Otto Kittel
Otto Kittel (Kronsdorf, 21 febbraio 1917 – Džūkste, 14 febbraio 1945) è stato un aviatore tedesco che prestò servizio nella Luftwaffe, l'aeronautica militare tedesca, durante la seconda guerra mondiale.
Con un totale di 267 vittorie aeree ottenute in 583 missioni, fu il quarto miglior asso dell'aviazione tedesco e della storia, dopo Erich Hartmann, Gerhard Barkhorn e Günther Rall.

## Biografia

### Carriera militare
Otto Kittel, figlio di Eduard, nacque il 21 febbraio 1917 a Kronsdorf, nei Sudeti. Si arruolò nella Luftwaffe nel gennaio 1939 quando aveva 22 anni. Dopo aver completato l'addestramento nel gennaio 1941, il 12 febbraio raggiunse la base della 2ª squadriglia (Staffel) del I gruppo (Gruppe) del 54º stormo caccia (Jagdgeschwader 54, JG 54) di Jever. In quel momento aveva il grado di Unteroffizier (sergente). Il suo inizio di carriera non fu spettacolare: oltre a doversi lanciare col paracadute sopra la cittadina tedesca di Spiekeroog il 31 maggio, a causa di un'avaria al motore del suo caccia Messerschmitt Bf 109F-2, riportando solo ferite lievi, impiegò quasi nove mesi per raggiungere le quindici vittorie personali contro altrettanti aerei avversari, i primi due dei quali (due bombardieri sovietici SB-2) vennero abbattuti entrambi il 24 giugno. Negli undici mesi successivi Kittel raccolse altri ventiquattro successi.
Taciturno, modesto, serio e tranquillo, Kittel aumentò il ritmo quando, agli inizi del 1943, il JG 54 ricevette i caccia Focke-Wulf Fw 190. Ormai Feldwebel (maresciallo), abbatté quattro aerei sovietici il 19 febbraio 1943, conseguendo così la sua 39ª vittoria personale e la 4.000ª del JG 54. Il 15 marzo tuttavia, poco dopo aver riportato la 47ª vittoria, il suo Fw 190A-4 ebbe un'avaria tale da costringerlo a compiere un atterraggio d'emergenza in territorio nemico. Kittel riguadagnò le linee tedesche dopo tre giorni di marcia, quando erano già comparsi i primi segni di assideramento. Tornò a volare abbattendo due aerei da attacco al suolo Šturmovik il 1º aprile e un caccia La-5 l'11 giugno (50ª vittoria). La vittoria numero cento arrivò il 14 settembre ai danni di un caccia Yak-9. In considerazione del suo 123º successo ottenuto il 28 ottobre contro un caccia LaGG-3, Kittel fu decorato il giorno successivo con la Croce di Cavaliere.
Seguì un periodo (novembre 1943-marzo 1944) passato come istruttore all'Ergänzungs-Jagdgruppe Ost (gruppo complementare caccia est) basato a Biarritz, in Francia, dove fu promosso Leutnant (sottotenente). Tornato al JG 54, divenne comandante (Staffelkapitän) della 2ª squadriglia del I gruppo. Kittel continuò la sua scia di successi che gli valsero le fronde di quercia da aggiungere alla Croce di Cavaliere, conferitegli l'11 aprile 1944 in considerazione delle sue centocinquantadue vittorie aeree. Il 25 ottobre fu promosso Oberleutnant (tenente) e ricevette le spade alla Croce di Cavaliere, quale premio per la 239ª vittoria conseguita il 14 ottobre contro un La-5. Impegnato in Curlandia, come il resto del reparto, nei primi mesi del 1945, Kittel decollò il 14 febbraio per intercettare una formazione di Šturmovik avvistata sopra Džūkste: abbattutone uno, il suo Fw 190A-8 (W.Nr. 960282) fu colpito dal mitragliere di un altro Šturmovik e si schiantò al suolo con Kittel ancora a bordo.
Al momento della morte aveva abbattuto un totale di 267 aerei nemici in 583 missioni di guerra. Fu il miglior pilota del JG 54.

### Vita privata
Kittel sposò Edith nel giugno del 1942 a Krasnogvardejsk, e ebbero un figlio, Manfred, nel 1945.